# Pritchardia thurstonii
Espèce
Synonymes
- Eupritchardia thurstonii (F.Muell. & Drude) Kuntze[1]
- Styloma thurstonii (F. Muell. & Drude) O. F. Cook[2]
- Styloma thurstonii (F.Muell. & Drude) O.F.Cook[1]
- Washingtonia thurstonii (F.Muell. & Drude) Kuntze[1]

Statut de conservation UICN

 VU D2 : Vulnérable
Pritchardia thurstonii est une espèce de plantes de la famille des Arecaceae.

## Répartition et habitat
Nommée pour le gouverneur colonial John Thurston, cette espèce est présente aux Fidji et aux Tonga. Elle ne pousse que sur des sols calcaires.